# Иван Нешић
Иван Нешић (Београд, 1964) српски је писац научне фантастике и новинар. 

## Биографија
Дипломирао је на Рударско-геолошком факултету.
Објављивао прозу од 1981. године, између осталог, и у Сириусу, Алефу, Знаку Сагите, Вечерњим новостима, Емитору, Књижевној речи, Кикиндским новинама, Орбису и Нашем трагу. Сарађивао је са часописима Rock Express и Metal Express, за које је писао интервјуе, критике и приказе.
Био је председник Друштва љубитеља фантастике „Лазар Комарчић“ од 1997. до 2004. године.
Добитник је награде „Лазар Комарчић“ за најбољу домаћу причу објављену 1996. („Trick or Treat“)

## Дела
Књиге
- Rigor mortis, збирка прича, Београд, 1997.
- Један на један, збирка прича, Еверест медиа, 2009.
- Под имелом, роман, Еверест медиа, 2019.
- Фирентински дублет 1 - Сфумато, роман, Лагуна, 2020. заједно са Гораном Скробоњом
- Фирентински дублет 2 - Кјароскуро, роман, Лагуна, 2021. заједно са Гораном Скробоњом
- Ђаволски добар блуз, хорор роман о Роберту Џонсону, Лагуна, 2022.
- Помало страшне приче, збирка прича, Локални јавни емитер Радио Бијело Поље, Црна Гора, 2023.

Одабране антологије и књижевни избори
- Тамни вилајет 4, уредио Бобан Кнежевић, Знак Сагите, Београд, 1996.
- „Приче за крај века“, Кикиндске новине, Кикинда.